# 天秀路游泳池
天秀路游泳池（英語：Tin Sau Road Swimming Pool）是香港的公眾游泳設施，地址是新界天水圍新市鎮天秀路20號，香港濕地公園對面，鄰近俊宏軒、天逸邨、慧景軒、Wetland Seasons Park。而游泳池旁的用地，是社區園圃、兒童遊樂場和健身角等設施。泳池及其附屬工程於2019年1月動工，原定於2022年第三季正式啟用，最終延期至2024年8月28日正式啟用。該游泳池是繼天水圍游泳池和屏山天水圍游泳池後，服務天水圍新市鎮的第三座公眾游泳池。

## 歷史
早於1998年，區域市政局已計劃於天水圍北興建泳池，因區域市政局於2000年解散，此計劃不了了之，因而變成兩個市政局遺留下來的地區工程之一。直至2006年，元朗區議會才通過議案，要求興建此游泳池。
元朗區議會地委會於2010年決定成立「天水圍107區游泳池興建進度工作小組」，並於2012年列出該組織的工作範圍，以跟進本游泳池興建進度。
工聯會於2013年在天水圍區內舉行簽名運動，共收集過千名巿民簽名。工聯會立法會議員麥美娟、區議員姚國威及劉桂容，聯同20多名天水圍巿民在同年6月8日前往香港政府總部請願，向民政事務局遞交請願信及展示「人人期望天北泳池圖」，要求政府盡快興建本泳池，但此泳池直至同年年末尚未有的興建的時間表，只是興建了泳池旁的天秀墟，故有跨黨派區議員要求跟進此泳池的興建進度，以及為何本泳池長久以來也無法動工。
於2014年中，有多名泳池救生員集體罷工，以表示對人手不足的不滿，導致影響泳池服務，事後有議員要求本泳池盡快動工。康文署回覆指，它們曾於同年5月2日就本泳池的最新擬建設施諮詢區議會，並指工程仍在初步籌劃階段，無法提供施工時間表。
區議會換屆後，元朗區區議員繼續追問康文署何時向立法會工務小組委員會及財委會提請興建此泳池撥款，又建議再次成立「天水圍第107區游泳池興建進度工作小組」，並召開會議商討設計方案，令工程可盡快完成。
直至2018年1月，康文署向城規會申請於天水圍北107區興建游泳池，預算工程費用約13億4000萬元。工程擬預計2018年第4季展開，2022年第三季完成。會議期間，立法會議員陸頌雄批評此泳池工程已拖延多時。立法會民政事務委員會於2018年4月23日討論相關項目，5月26及28日在工務小組委員會討論相關項目，並於同年6月在財務委員會通過撥款13.36億元興建此泳池，工程已於2019年1月動工，由聯力建築承建，原訂於2022年第三季正式啟用。
然而根據2023年8月康文署提供的資料，工程預計於2023年第三季完工。待場地驗收及預備工作完成後，預計於2024年第三季啟用。
2024年8月28日，天秀路游泳池連同旁邊的天秀路遊樂場正式啟用。不過，游泳池啟用的第二天，就因為救生員人數不足而需要關閉室外泳池。

## 設施
天秀路游泳池是元朗區內第4個游泳池，被區議員稱為「日式庭園風」設計，此泳池在室外將設有50乘25米的主池及一個25米乘15米訓練池，主池側設有700個座位的觀眾席，而室內則設有一個25米乘25米訓練池及區內首個按摩池。